# El rincón de las vírgenes

El rincón de las vírgenes est un film dramatique mexicain d'Alberto Isaac, sorti en 1972 adapté de plusieurs histoires de Juan Rulfo.

## Synopsis
Un groupe de femmes de Comala tente de convaincre Lucas Lucatero, un marchand de babioles, de les aider à canoniser Anacleto Morones, dont il était le bras droit, en attestant de ses miracles. Le marchand leur raconte la véritable histoire d'Anacleto.
Alors que Lucas travaille comme narrateur pour le cinéma muet, il rencontre Anacleto et Leona, chanteuse de corrido, qui vivent précairement de leurs ventes. Anacleto propose un poste d'assistant à Lucas, qui accepte. Puis un évènement inattendu laisse à penser qu'Anacleto peut accomplir des miracles. Restant dans la région, il vend ses services de guérisseur et fricote avec la femme du gouverneur, qui les découvre, et envoie Anacleto en prison.
Lorsque Anacleto sort de prison, il rend visite à Lucas, et lui confesse la vérité sur ses « talents », principalement dus à des cours d'acupuncture. À l'issue d'une dispute à propos d'argent (ou est-ce à propos de Leona, se demande Emilio García Riera ?), Lucas tue Anacleto et l'enterre dans ses terres. Lorsque Lenoa vient rendre visite à Lucas, elle découvre les chaussures d'Anacleto pleines de sang, et s'enfuit, nue, dans la forêt.

## Fiche technique
- Réalisation : Alberto Isaac
- Scénario : Juan Rulfo (Anacleto Morones et autres histoires), Alberto Isaac (adaptation)
- Assistance réalisation : Américo Fernández
- Production : STPC, Angélica Ortiz, Ignacio Bonillas, Alfredo Chávez
- Photographie : Raúl Martínez Solares, Daniel López
- Musique : Joaquín Gutiérrez Heras
- Montage : Carlos Savage
- Direction artistique : Lucero Isaac
- Décor : Carlos Grandjean
- Costumes : Lucero Isaac
- Maquillage : Sara Mateos
- Montage sonore : Sigfrido García
- Durée : 98 minutes
- Format : Eastmancolor
- Genre : Comédie dramatique
- Lieux de tournage : Morelos, Colima, Studios Churubusco Azteca (Mexique)
- Date de sortie : 30 novembre 1972

## Distribution
- Emilio Fernández : Anacleto Morones
- Alfonso Arau : Lucas Lucatero
- Rosalba Brambila : Leona Morones
- Carmen Salinas : Pancha Fregoso
- Lilia Prado : Nieves García
- Pancho Córdova : Melesio Terrones
- Héctor Ortega : Gouverneur
- Marcela López Rey : la femme du gouverneur
- Graciela Doring : Eva
- Lola Beristáin : Sra. Terrones
- Lina Montes : Tencha
- Patricio Castillo : Tomás
- María Barber : l'orphelin
- Regina Herrera : l'invité renfrogné
- Carlos Gómez
- José Rocha : ivrogne
- Mario Brizuela
- Paco Zaragoza : ingénieur
- Delfina Chávez : fille handicapée
- Gabriel Portillo
- Manuel Cedeño
- Hugo Fierros
- Daniel Macedo : homme à la moustache
- José A. Zaragoza
- Melchor Fierros
- Carlos Zaragoza
- Leticia Gaytán
- José Aguilar (acteur)
- Juan Guerrero
- Leonor Gómez
- Guillermina Caspar
- Jesusa Anguiano
- Claudia Christy
- Rosario Bejarano
- María Vargas
- Esperanza Martínez
- Sabino García

## Autour du film
Dans cette comédie dramatique au ton léger, Alberto Isaac offre les rôles principaux à deux autres réalisateurs, Alfonso Arau (qui n'avait réalisé qu'un long métrage à cette époque) et El « Indio » Emilio Fernández, également grand acteur. À ce dernier, il offre un rôle atypique, légèrement burlesque, mais qui semble lui convenir, bien que des rumeurs prétendent que les deux hommes ne s'appréciaient guère.

## Distinctions

### Récompenses
- 1973 : Diosa de Plata du Meilleur Film et du Meilleur réalisateur

### Nominations
- Alfonso Arau fut nommé pour l'Ariel d'Argent du Meilleur acteur